# Australische selecties op internationale voetbaltoernooien
Dit is een overzichtspagina met de selecties van het Australisch voetbalelftal die deelnamen aan de grote internationale voetbaltoernooien.

## Wereldkampioenschap voetbal 1974
- Resultaat: Groepsfase

data corresponderend met situatie voorafgaand aan toernooi
| #  | Naam              | Positie      | Interlands (doelpunten) | Club                     |
| -- | ----------------- | ------------ | ----------------------- | ------------------------ |
| 1  | Jack Reilly       | Doelman      |                         | South Melbourne FC       |
| 2  | Doug Utješenović  | Verdediger   |                         | St George Sydney         |
| 3  | Peter Wilson      | Verdediger   |                         | Safeway United           |
| 4  | Manfred Schäfer   | Verdediger   |                         | St George Sydney         |
| 5  | Colin Curran      | Verdediger   |                         | Western Suburbs          |
| 6  | Ray Richards      | Middenvelder |                         | Marconi Fairfield        |
| 7  | Jimmy Rooney      | Aanvaller    |                         | APIA Leichhardt          |
| 8  | Jimmy Mackay      | Middenvelder |                         | Hakoah Sydney            |
| 9  | Johnny Warren     | Middenvelder |                         | St George Sydney         |
| 10 | Gary Manuel       | Aanvaller    |                         | Pan-Hellenic Soccer Club |
| 11 | Attila Abonyi     | Aanvaller    |                         | St George Sydney         |
| 12 | Adrian Alston     | Aanvaller    |                         | Safeway United           |
| 13 | Peter Ollerton    | Middenvelder |                         | APIA Leichhardt          |
| 14 | Max Tolson        | Middenvelder |                         | Safeway United           |
| 15 | Harry Williams    | Verdediger   |                         | St George Sydney         |
| 16 | Ivo Rudić         | Verdediger   |                         | Pan-Hellenic Soccer Club |
| 17 | Dave Harding      | Middenvelder |                         | Pan-Hellenic Soccer Club |
| 18 | Johnny Watkiss    | Middenvelder |                         | Hakoah Sydney            |
| 19 | Ernie Campbell    | Middenvelder |                         | Marconi Fairfield        |
| 20 | Branko Buljević   | Aanvaller    |                         | Footscray JUST           |
| 21 | Jim Milisavljević | Doelman      |                         | Footscray JUST           |
| 22 | Allan Maher       | Doelman      |                         | Sutherland Shire         |
| BC | Rale Rašić        |              |                         |                          |

## Olympische Spelen 1992
- Resultaat: Halve finales

data corresponderend met situatie voorafgaand aan toernooi
| #  | Naam             | Positie      | Interlands (doelpunten) | Club                     |
| -- | ---------------- | ------------ | ----------------------- | ------------------------ |
| 1  | John Filan       | Doelman      |                         | St George Saints         |
| 2  | Milan Blagojević | Verdediger   |                         | Marconi Stallions        |
| 3  | Dominic          | Verdediger   |                         | Newcastle Breakers       |
| 4  | Nedijeljko Zelić | Verdediger   |                         | Sydney Olympic FC        |
| 5  | Shaun Murphy     | Verdediger   |                         | Heidelberg United FC     |
| 6  | Tony Vidmar      | Verdediger   |                         | Adelaide City            |
| 7  | John Gibson      | Middenvelder |                         | Leichhardt Tigers        |
| 8  | Paul Okon        | Middenvelder |                         | Club Brugge              |
| 9  | Zlatko Arambašić | Aanvaller    |                         | KV Mechelen              |
| 10 | George Slifkas   | Middenvelder |                         | Heidelberg United FC     |
| 11 | John Markovski   | Aanvaller    |                         | Marconi Stallions        |
| 12 | Damian Mori      | Middenvelder |                         | Melbourne Croatia        |
| 13 | Carl Veart       | Aanvaller    |                         | Adelaide City            |
| 14 | Steve Refenes    | Aanvaller    |                         | Sydney Olympic FC        |
| 15 | Tony Popović     | Verdediger   |                         | Sydney Croatia           |
| 16 | David Seal       | Aanvaller    |                         | Marconi Stallions        |
| 17 | Gary Hasler      | Aanvaller    |                         | Sunshine George Cross FC |
| 18 | Steve Corica     | Middenvelder |                         | Marconi Stallions        |
| 19 | Brad Maloney     | Middenvelder |                         | Newcastle Breakers       |
| 20 | Mark Bosnich     | Doelman      |                         | Sydney Croatia           |
| BC | Eddie Thomson    |              |                         |                          |

## Olympische Spelen 1996
- Resultaat: Groepsfase

data corresponderend met situatie voorafgaand aan toernooi
| #  | Naam             | Positie      | Interlands (doelpunten) | Club                    |
| -- | ---------------- | ------------ | ----------------------- | ----------------------- |
| 1  | Frank Jurić      | Doelman      |                         | Melbourne Knights       |
| 2  | Goran Lozanovski | Middenvelder |                         | Adelaide City           |
| 3  | Ante Morić       | Verdediger   |                         | Sydney United           |
| 4  | Mark Babić       | Verdediger   |                         | Sydney United           |
| 5  | Kevin Muscat     | Verdediger   |                         | Crystal Palace FC       |
| 6  | Steve Horvat     | Verdediger   |                         | Hajduk Split            |
| 7  | Peter Tsekenis   | Middenvelder |                         | Sydney Olympic          |
| 8  | Steve Corica     | Middenvelder |                         | Wolverhampton Wanderers |
| 9  | Mark Viduka      | Aanvaller    |                         | Dinamo Zagreb           |
| 10 | Aurelio Vidmar   | Aanvaller    |                         | FC Sion                 |
| 11 | Danny Tiatto     | Middenvelder |                         | Melbourne Knights       |
| 12 | Joe Spiteri      | Aanvaller    |                         | Melbourne Knights       |
| 13 | Hayden Foxe      | Verdediger   |                         | Ajax Amsterdam          |
| 14 | Paul Agostino    | Aanvaller    |                         | Bristol City            |
| 15 | Luke Casserly    | Middenvelder |                         | Marconi Stallions       |
| 16 | Robert Enes      | Middenvelder |                         | Sydney United           |
| 17 | Ross Aloisi      | Middenvelder |                         | Adelaide Sharks         |
| 18 | Michael Petković | Doelman      |                         | South Melbourne         |
| BC | Eddie Thomson    |              |                         |                         |

## FIFA Confederations Cup 1997
- Resultaat:  Tweede plaats

data corresponderend met situatie voorafgaand aan toernooi
| #  | Naam             | Positie      | Interlands (doelpunten) | Club                    |
| -- | ---------------- | ------------ | ----------------------- | ----------------------- |
| 1  | Mark Bosnich     | Doelman      |                         | Aston Villa             |
| 2  | Steve Horvat     | Verdediger   |                         | Melbourne Knights       |
| 3  | Stan Lazaridis   | Middenvelder |                         | West Ham United         |
| 4  | Milan Ivanović   | Verdediger   |                         | Adelaide City           |
| 5  | Alex Tobin       | Verdediger   |                         | Adelaide City           |
| 6  | Nedijeljko Zelić | Verdediger   |                         | TSV 1860 München        |
| 7  | Robbie Slater    | Middenvelder |                         | Southampton FC          |
| 8  | Craig Forster    | Middenvelder |                         | Portsmouth FC           |
| 9  | Mark Viduka      | Aanvaller    |                         | Dinamo Zagreb           |
| 10 | Aurelio Vidmar   | Middenvelder |                         | CD Tenerife             |
| 11 | Harry Kewell     | Aanvaller    |                         | Leeds United            |
| 12 | Matthew Bingley  | Verdediger   |                         | Vissel Kobe             |
| 13 | Robert Hooker    | Verdediger   |                         | Sydney United           |
| 14 | Tony Vidmar      | Verdediger   |                         | Rangers FC              |
| 15 | Josip Skoko      | Middenvelder |                         | Hajduk Split            |
| 16 | Paul Trimboli    | Aanvaller    |                         | South Melbourne FC      |
| 17 | Damian Mori      | Aanvaller    |                         | Adelaide City           |
| 18 | John Aloisi      | Aanvaller    |                         | Portsmouth FC           |
| 19 | Ernest Tapai     | Middenvelder |                         | Perth Glory             |
| 20 | Željko Kalac     | Doelman      |                         | Sydney United           |
| 21 | Kevin Muscat     | Verdediger   |                         | Wolverhampton Wanderers |
| BC | Terry Venables   |              |                         |                         |

## Olympische Spelen 2000
- Resultaat: Groepsfase

data corresponderend met situatie voorafgaand aan toernooi
| #  | Naam             | Positie      | Interlands (doelpunten) | Club                |
| -- | ---------------- | ------------ | ----------------------- | ------------------- |
| 1  | Danny Milošević  | Doelman      |                         | Leeds United        |
| 2  | Simon Colosimo   | Middenvelder |                         | Carlton SC          |
| 3  | Stan Lazaridis   | Middenvelder |                         | Birmingham City     |
| 4  | Hayden Foxe      | Verdediger   |                         | West Ham United     |
| 5  | Josip Skoko      | Middenvelder |                         | Racing Genk         |
| 6  | Stephen Laybutt  | Verdediger   |                         | Feyenoord Rotterdam |
| 7  | Brett Emerton    | Middenvelder |                         | Feyenoord Rotterdam |
| 8  | Lucas Neill      | Middenvelder |                         | Millwall FC         |
| 9  | Mark Viduka      | Aanvaller    |                         | Leeds United        |
| 10 | Kasey Wehrman    | Middenvelder |                         | Perth Glory         |
| 11 | Clayton Zane     | Aanvaller    |                         | Molde FK            |
| 12 | Con Blatsis      | Verdediger   |                         | Derby County        |
| 13 | Vince Grella     | Middenvelder |                         | Ternana Calcio      |
| 14 | Nick Rizzo       | Middenvelder |                         | Ternana Calcio      |
| 15 | Mark Bresciano   | Middenvelder |                         | Empoli              |
| 16 | Jason Čulina     | Middenvelder |                         | Ajax Amsterdam      |
| 17 | Michael Curcija  | Aanvaller    |                         | Partizan Belgrado   |
| 18 | Michael Turnbull | Doelman      |                         | Marconi Stallions   |
| BC | Raul Blanco      |              |                         |                     |

## FIFA Confederations Cup 2001
- Resultaat:  Derde plaats

data corresponderend met situatie voorafgaand aan toernooi
| #  | Naam               | Positie      | Interlands (doelpunten) | Club                    |
| -- | ------------------ | ------------ | ----------------------- | ----------------------- |
| 1  | Mark Schwarzer     | Doelman      |                         | Middlesbrough FC        |
| 2  | Kevin Muscat       | Verdediger   |                         | Wolverhampton Wanderers |
| 3  | Craig Moore        | Verdediger   |                         | Rangers FC              |
| 4  | Paul Okon          | Verdediger   |                         | Middlesbrough FC        |
| 5  | Tony Vidmar        | Verdediger   |                         | Rangers FC              |
| 6  | Tony Popović       | Verdediger   |                         | Sanfrecce Hiroshima     |
| 7  | Josip Skoko        | Middenvelder |                         | Racing Genk             |
| 8  | Stan Lazaridis     | Middenvelder |                         | Birmingham City         |
| 9  | John Aloisi        | Aanvaller    |                         | Coventry City           |
| 10 | Brett Emerton      | Middenvelder |                         | Feyenoord               |
| 11 | David Zdrilić      | Aanvaller    |                         | SpVgg Unterhaching      |
| 12 | Clint Bolton       | Doelman      |                         | Sydney Olympic          |
| 13 | Marco Bresciano    | Middenvelder |                         | Empoli FC               |
| 14 | Shaun Murphy       | Middenvelder |                         | Sheffield United        |
| 15 | Hayden Foxe        | Verdediger   |                         | West Ham United         |
| 16 | Steve Horvat       | Verdediger   |                         | Melbourne Knights       |
| 17 | Steve Corica       | Middenvelder |                         | Sanfrecce Hiroshima     |
| 18 | Scott Chipperfield | Middenvelder |                         | Wollongong Wolves       |
| 19 | Aurelio Vidmar     | Middenvelder |                         | Adelaide City Force     |
| 20 | Clayton Zane       | Aanvaller    |                         | Lillestrøm SK           |
| 21 | Archie Thompson    | Aanvaller    |                         | Marconi Stallions       |
| 22 | Mile Sterjovski    | Middenvelder |                         | OSC Lille               |
| 23 | Frank Jurić        | Doelman      |                         | Bayer Leverkusen        |
| BC | Frank Farina       |              |                         |                         |

## Olympische Spelen 2004
- Resultaat: Kwartfinales

data corresponderend met situatie voorafgaand aan toernooi
| #  | Naam                   | Positie      | Interlands (doelpunten) | Club                   |
| -- | ---------------------- | ------------ | ----------------------- | ---------------------- |
| 1  | Bradley Jones          | Doelman      |                         | Middlesbrough          |
| 2  | Jade North             | Verdediger   |                         | Perth Glory            |
| 3  | Shane Cansdell-Sheriff | Verdediger   |                         | Aarhus GF              |
| 4  | Craig Moore            | Verdediger   |                         | Glasgow Rangers        |
| 5  | Jon McKain             | Verdediger   |                         | FC Progresul Boekarest |
| 6  | Adrian Madaschi        | Verdediger   |                         | Partick Thistle        |
| 7  | Ahmad Elrich           | Middenvelder |                         | Parramatta Power       |
| 8  | Luke Wilkshire         | Middenvelder |                         | Bristol City           |
| 9  | John Aloisi            | Aanvaller    |                         | CA Osasuna             |
| 10 | Tim Cahill             | Middenvelder |                         | Millwall FC            |
| 11 | Alex Brosque           | Aanvaller    |                         | Marconi Stallions      |
| 12 | David Tarka            | Verdediger   |                         | Nottingham Forest      |
| 13 | Carl Valeri            | Middenvelder |                         | Inter Milan            |
| 14 | Brett Holman           | Aanvaller    |                         | Excelsior Rotterdam    |
| 15 | Anthony Danze          | Middenvelder |                         | Perth Glory            |
| 16 | Spase Dilevski         | Middenvelder |                         | Tottenham Hotspur      |
| 17 | Ryan Griffiths         | Middenvelder |                         | Newcastle United Jets  |
| 18 | Eugene Galeković       | Doelman      |                         | South Melbourne FC     |
| BC | Frank Farina           |              |                         |                        |

## FIFA Confederations Cup 2005
- Resultaat: Groepsfase

data corresponderend met situatie voorafgaand aan toernooi
| #  | Naam               | Positie      | Interlands (doelpunten) | Club                     |
| -- | ------------------ | ------------ | ----------------------- | ------------------------ |
| 1  | Mark Schwarzer     | Doelman      | 31 (0)                  | Middlesbrough FC         |
| 2  | Kevin Muscat       | Verdediger   | 43 (10)                 | Millwall FC              |
| 3  | Craig Moore        | Verdediger   | 27 (2)                  | Borussia Mönchengladbach |
| 4  | Lucas Neill        | Verdediger   | 14 (0)                  | Blackburn Rovers         |
| 5  | Tony Vidmar        | Verdediger   | 69 (3)                  | Cardiff City FC          |
| 6  | Tony Popović       | Verdediger   | 50 (7)                  | Crystal Palace FC        |
| 7  | Brett Emerton      | Middenvelder | 38 (9)                  | Blackburn Rovers         |
| 8  | Josip Skoko        | Middenvelder | 37 (6)                  | Gençlerbirligi           |
| 9  | Mark Viduka        | Aanvaller    | 24 (3)                  | Middlesbrough FC         |
| 10 | Tim Cahill         | Middenvelder | 7 (7)                   | Everton FC               |
| 11 | Scott Chipperfield | Middenvelder | 36 (10)                 | FC Basel                 |
| 12 | Michael Petković   | Doelman      | 3 (0)                   | Trabzonspor              |
| 13 | Luke Wilkshire     | Middenvelder | 4 (0)                   | Bristol City FC          |
| 14 | Simon Colosimo     | Middenvelder | 22 (3)                  | Perth Glory              |
| 15 | John Aloisi        | Aanvaller    | 32 (17)                 | CA Osasuna               |
| 16 | David Zdrilić      | Aanvaller    | 30 (20)                 | Sydney FC                |
| 17 | Jonathan McKain    | Verdediger   | 18 (21)                 | Național București       |
| 18 | Željko Kalac       | Doelman      | 48 (0)                  | AC Perugia               |
| 19 | Jason Čulina       | Middenvelder | 3 (0)                   | FC Twente                |
| 20 | Ljubo Milićević    | Verdediger   | 2 (0)                   | FC Thun                  |
| 21 | Ahmad Elrich       | Middenvelder | 13 (4)                  | Busan Icons              |
| 22 | Archie Thompson    | Aanvaller    | 10 (17)                 | Lierse SK                |
| 23 | Mile Sterjovski    | Middenvelder | 19 (3)                  | FC Basel                 |
| BC | Frank Farina       |              |                         |                          |

## Wereldkampioenschap voetbal 2006
- Resultaat: Achtste finale

data corresponderend met situatie voorafgaand aan toernooi
| #  | Naam               | Positie      | Interlands (doelpunten) | Club                   |
| -- | ------------------ | ------------ | ----------------------- | ---------------------- |
| 1  | Mark Schwarzer     | Doelman      | 36 (0)                  | Middlesbrough FC       |
| 2  | Lucas Neill        | Verdediger   | 23 (0)                  | Blackburn Rovers       |
| 3  | Craig Moore        | Verdediger   | 31 (2)                  | Newcastle United       |
| 4  | Tim Cahill         | Middenvelder | 14 (8)                  | Everton FC             |
| 5  | Jason Čulina       | Middenvelder | 12 (1)                  | PSV                    |
| 6  | Tony Popović       | Verdediger   | 55 (7)                  | Crystal Palace FC      |
| 7  | Brett Emerton      | Middenvelder | 46 (11)                 | Blackburn Rovers       |
| 8  | Josip Skoko        | Middenvelder | 45 (9)                  | Stoke City FC          |
| 9  | Mark Viduka        | Aanvaller    | 32 (6)                  | Middlesbrough FC       |
| 10 | Harry Kewell       | Aanvaller    | 19 (6)                  | Liverpool FC           |
| 11 | Stan Lazaridis     | Middenvelder | 58 (0)                  | Birmingham City        |
| 12 | Ante Čović         | Doelman      | 1 (0)                   | Hammarby IF            |
| 13 | Vince Grella       | Middenvelder | 16 (0)                  | AC Parma               |
| 14 | Scott Chipperfield | Middenvelder | 45 (11)                 | FC Basel               |
| 15 | John Aloisi        | Aanvaller    | 39 (22)                 | Deportivo Alavés       |
| 16 | Michael Beauchamp  | Verdediger   | 1 (0)                   | Central Coast Mariners |
| 17 | Archie Thompson    | Aanvaller    | 18 (21)                 | PSV                    |
| 18 | Željko Kalac       | Doelman      | 51 (0)                  | AC Milan               |
| 19 | Joshua Kennedy     | Aanvaller    | 1 (0)                   | Dynamo Dresden         |
| 20 | Luke Wilkshire     | Middenvelder | 8 (0)                   | Bristol City FC        |
| 21 | Mile Sterjovski    | Middenvelder | 20 (3)                  | FC Basel               |
| 22 | Mark Milligan      | Verdediger   | 1 (0)                   | Sydney FC              |
| 23 | Marco Bresciano    | Middenvelder | 23 (7)                  | AC Parma               |
| BC | Guus Hiddink       |              |                         |                        |

## Azië Cup 2007
- Resultaat: Kwartfinale

data corresponderend met situatie voorafgaand aan toernooi
| #  | Naam              | Positie      | Interlands (doelpunten) | Club                  |
| -- | ----------------- | ------------ | ----------------------- | --------------------- |
| 1  | Mark Schwarzer    | Doelman      | 45 (0)                  | Middlesbrough FC      |
| 2  | Lucas Neill       | Verdediger   | 33 (0)                  | West Ham United       |
| 3  | Patrick Kisnorbo  | Verdediger   | 11 (0)                  | Leicester City FC     |
| 4  | Tim Cahill        | Middenvelder | 23 (11)                 | Everton FC            |
| 5  | Jason Čulina      | Middenvelder | 21 (1)                  | PSV                   |
| 6  | Michael Beauchamp | Verdediger   | 6 (0)                   | 1. FC Nürnberg        |
| 7  | Brett Emerton     | Verdediger   | 46 (11)                 | Blackburn Rovers      |
| 8  | Luke Wilkshire    | Middenvelder | 15 (0)                  | FC Twente             |
| 9  | Mark Viduka       | Aanvaller    | 38 (6)                  | Newcastle United      |
| 10 | Harry Kewell      | Aanvaller    | 23 (7)                  | Liverpool FC          |
| 11 | Archie Thompson   | Aanvaller    | 25 (21)                 | Melbourne Victory     |
| 12 | Bradley Jones     | Doelman      | 1 (0)                   | Middlesbrough FC      |
| 13 | Vince Grella      | Middenvelder | 26 (0)                  | Torino FC             |
| 14 | Brett Holman      | Aanvaller    | 6 (1)                   | N.E.C.                |
| 15 | John Aloisi       | Aanvaller    | 50 (26)                 | Deportivo Alavés      |
| 16 | Michael Thwaite   | Verdediger   | 5 (0)                   | Wisła Kraków          |
| 17 | Carl Valeri       | Middenvelder | 2 (0)                   | US Grosseto FC        |
| 18 | Michael Petković  | Doelman      | 5 (0)                   | Sivasspor             |
| 19 | Nick Carle        | Middenvelder | 3 (0)                   | Newcastle United Jets |
| 20 | David Carney      | Middenvelder | 2 (0)                   | Sydney FC             |
| 21 | Mile Sterjovski   | Middenvelder | 31 (5)                  | FC Basel              |
| 22 | Mark Milligan     | Verdediger   | 3 (0)                   | Sydney FC             |
| 23 | Marco Bresciano   | Middenvelder | 32 (9)                  | US Città di Palermo   |
| BC | Graham Arnold     |              |                         |                       |

## Olympische Spelen 2008
- Resultaat: Groepsfase

data corresponderend met situatie voorafgaand aan toernooi
| #  | Naam                  | Positie      | Interlands (doelpunten) | Club                   |
| -- | --------------------- | ------------ | ----------------------- | ---------------------- |
| 1  | Adam Federici         | Doelman      |                         | Reading FC             |
| 2  | Jade North            | Verdediger   |                         | Newcastle Jets         |
| 3  | Adrian Leijer         | Verdediger   |                         | Fulham FC              |
| 4  | Mark Milligan         | Verdediger   |                         | Newcastle Jets         |
| 5  | Matthew Špiranović    | Verdediger   |                         | FC Nürnberg            |
| 6  | Nikolai Topor-Stanley | Verdediger   |                         | Perth Glory            |
| 7  | Neil Kilkenny         | Middenvelder |                         | Leeds United           |
| 8  | Stuart Musialik       | Middenvelder |                         | Sydney FC              |
| 9  | Mark Bridge           | Aanvaller    |                         | Sydney FC              |
| 10 | Archie Thompson       | Aanvaller    |                         | Melbourne Victory      |
| 11 | David Carney          | Doelman      |                         | Sheffield United       |
| 12 | Trent McClenahan      | Verdediger   |                         | Hereford United        |
| 13 | Ruben Zadkovich       | Middenvelder |                         | Derby County           |
| 14 | James Troisi          | Middenvelder |                         | Gençlerbirliği         |
| 15 | Kristian Sarkies      | Middenvelder |                         | Adelaide United        |
| 16 | Billy Celeski         | Middenvelder |                         | Melbourne Victory      |
| 17 | Nikita Rukavytsya     | Aanvaller    |                         | Perth Glory            |
| 18 | Tando Velaphi         | Doelman      |                         | Perth Glory            |
| 21 | Matt Simon            | Aanvaller    |                         | Central Coast Mariners |
| BC | Graham Arnold         |              |                         |                        |

FFA · A-internationals · Selecties · Bondscoaches · Australisch vrouwenelftal · Australië U21 · Australië U20 · Australië U19 · Australië U18 · Australië U17
1920 – 1929 · 
1930 – 1939 · 
1940 – 1949 · 
1950 – 1959 · 
1960 – 1969 · 
1970 – 1979 · 
1980 – 1989 · 
1990 – 1999 · 
2000 – 2009 · 
2010 – 2019 ·
2020 − 2029
WK 1974 ·
WK 2006 ·
WK 2010 · 
WK 2014 · 
WK 2018
OS 1956 · 
OS 1988 · 
OS 1992 · 
OS 1996 · 
OS 2000 · 
OS 2004 · 
OS 2008 · 
OS 2020
1922 ·
1923 · 
1924 · 
1925–1932 ·
1933 ·
1934–1935 ·
1936 ·
1937 ·
1938 ·
1939–1946 ·
1947 · 
1948 · 
1949 ·
1950 · 
1951–1953 ·
1954 · 
1955 · 
1956 · 
1957 ·
1958 · 
1959–1964 · 
1965 · 
1966 ·
1967 ·
1968 ·
1969 · 
1970 · 
1971 ·
1972 · 
1973 · 
1974 · 
1975 · 
1976 · 
1977 · 
1978 · 
1979 · 
1980 · 
1981 · 
1982 · 
1983 · 
1984 · 
1985 · 
1986 · 
1987 · 
1988 · 
1989 · 
1990 · 
1991 · 
1992 · 
1993 · 
1994 · 
1995 · 
1996 · 
1997 · 
1998 · 
1999 · 
2000 · 
2001 · 
2002 · 
2003 · 
2004 · 
2005 · 
2006 · 
2007 · 
2008 · 
2009 · 
2010 · 
2011 · 
2012 · 
2013 ·
2014 · 
2015 · 
2016 ·
2017 ·
2018 ·
2019 ·
2020 ·
2021
Amerikaans-Samoa ·
Argentinië ·
Bahrein ·
Bangladesh ·
België ·
Brazilië ·
Bulgarije ·
Cambodja ·
Canada ·
Chili ·
China ·
Colombia ·
Cookeilanden ·
Costa Rica ·
DDR ·
Denemarken ·
Duitsland ·
Ecuador ·
Egypte ·
Engeland ·
Fiji ·
Filipijnen ·
Frankrijk ·
Ghana ·
Griekenland ·
Guam ·
Honduras ·
Hongarije ·
Hongkong ·
Ierland ·
India ·
Indonesië ·
Irak ·
Iran ·
Israël ·
Italië ·
Jamaica ·
Japan ·
Jordanië ·
Kameroen ·
Kenia ·
Kirgizië ·
Koeweit ·
Kroatië ·
Libanon ·
Liechtenstein ·
Maleisië ·
Marokko ·
Mexico ·
Nederland ·
Nepal ·
Nieuw-Caledonië ·
Nieuw-Zeeland ·
Nigeria ·
Noord-Ierland ·
Noord-Korea ·
Noord-Macedonië ·
Noorwegen ·
Oezbekistan ·
Oman ·
Palestina ·
Papoea-Nieuw-Guinea ·
Paraguay ·
Peru ·
Polen ·
Qatar ·
Roemenië ·
Salomonseilanden ·
Samoa ·
Saoedi-Arabië ·
Schotland ·
Servië ·
Singapore ·
Slovenië ·
Slowakije ·
Spanje ·
Syrië ·
Tadzjikistan ·
Tahiti ·
Taiwan ·
Thailand ·
Tonga ·
Tsjechië ·
Tsjecho-Slowakije ·
Tunesië ·
Turkije ·
Uruguay ·
Vanuatu ·
Venezuela ·
Verenigde Arabische Emiraten ·
Verenigde Staten ·
Vietnam ·
Wales ·
Zimbabwe ·
Zuid-Afrika ·
Zuid-Korea ·
Zuid-Vietnam ·
Zweden ·
Zwitserland
Amerikaans-Samoa (2001) · 
Argentinië (2022) ·
Brazilië (1997) · 
Brazilië (2006) · 
Chili (2014) · 
Denemarken (2018) · 
Denemarken (2022) · 
Duitsland (2010) · 
Frankrijk (2018) · 
Italië (2006) · 
Japan (2006) · 
Kroatië (2006) · 
Nederland (2014) · 
Peru (2018) · 
Spanje (2014) · 
Zuid-Korea (2015, 2)